# Volkskrant Beeldende Kunst Prijs
De Volkskrant Beeldende Kunst Prijs is een Nederlandse prijs voor jong talent in de beeldende kunst, uitgereikt sinds 2006. De prijs is een samenwerking tussen de Volkskrant en het Stedelijk Museum Schiedam.

## Werkwijze
Deze beeldendekunstprijs wordt uitgereikt aan kunstenaars die niet ouder dan 35 jaar zijn, werkzaam in Nederland. De genomineerde kunstenaars hebben al een opvallend oeuvre opgebouwd, maar zijn nog niet doorgebroken. De winnaar ontvangt 10.000 euro. Het prijzengeld is van 2006-2013 beschikbaar gesteld door het Mondriaan Fonds. In de periode 2014 - 2017 werd het prijzengeld beschikbaar gesteld door het BNG Cultuurfonds. Voor 2018 heeft In4Art het prijzengeld beschikbaar gesteld en in 2019 was dat de Rabobank.
Ieder jaar wordt aan vijf specialisten uit de kunstwereld gevraagd om elk een kunstenaar te nomineren. Behalve een juryprijs is er ook een publieksprijs. De genomineerde kunstenaars worden tentoongesteld bij het Stedelijk Museum Schiedam; de winnaar werd tot en met 2014 bekendgemaakt in een speciale uitzending van Kunststof TV, een kunstprogramma van de NTR, daarna in het AVROTROS televisieprogramma  Opium, van 2016 - 2018 in Kunstuur en in 2019 bij Opium Radio op Radio 4.

## Winnaars[2]
- 2006 - Nathalie Bruys
- 2007 - Guido van der Werve
- 2009 - Eylem Aladogan
- 2010 - Navid Nuur
- 2011 - Ahmet Ögüt
- 2012 - Tala Madani
- 2013 - Femmy Otten
- 2014 - Floris Kaayk
- 2015 - Bram de Jonghe
- 2016 - Evelyn Taocheng Wang
- 2018 - Anne Geene
- 2019 - Funda Gül Özcan
- 2020 - Özgür Kar
- 2021 - (niet uitgereikt)
- 2022 - Salim Bayri[3]
- 2024 - Narges Mohammadi[4]